# Соколов, Александр Иванович (инженер-механик)
Александр Иванович Соколов (1817—1889) — главный инженер-механик Российского императорского флота, первый управляющий пароходного завода в Кронштадте, генерал-лейтенант Корпуса инженер-механиков флота.

## Биография
Соколов Александр Иванович родился 15 августа 1817 года.
5 апреля 1829 года поступил учеником в кондукторские роты Учебного морского рабочего экипажа (до 1827 года — Училище корабельной архитектуры). 9 июня 1838 года, после окончания учёбы, произведён в кондукторы 1 класса корпуса корабельных инженеров но части управления паровыми механизмами. Служил механиком на первом русском пароходе «Нева» и пароходе «Иматра», которые ходили между Петербургом и Кронштадтом.
25 июня 1842 года произведён в прапорщики. С 1842 по 1847 годы был командирован в Англию для дальнейшего усовершенствования по части устройства паровых машин и управления ими на пароходах. После возвращения в Россию, 3 февраля 1848 года был прикомандирован к Северному округу морской строительной части для участия в постройке пароходного завода в Кронштадте. 30 августа того же года произведён в поручики. 
6 мая 1853 года произведён в штабс-капитаны, со старшинством с 19 апреля. 7 октября 1853 года командирован в Северо-Американские штаты. 7 февраля 1855 года переведён в корпус инженер-механиков флота, во 2-й разряд. 27 марта того же года произведён в капитаны. По возвращении из командировки в Северо-Американские штаты, был дважды командирован в Англию: сначала для присмотра за установкой котлов на закупленные два парохода для Каспийского моря, а затем для покупки механических станков и инструментов для кронштадтского пароходного завода. 20 февраля 1857 года переведён в 1-й разряд инженер-механиков. 5 октября назначен управляющими пароходным заводом в Кронштадте. Был командирован в Англию, Францию и Америку для ознакомления с новейшими судовыми механизмами и закупки машин для пароходного завода.
17 апреля 1859 года произведён за отличие в подполковники. 4 января 1866 года назначен управляющими кронштадтским пароходным заводом и старшим портовым механиком в Кронштадте. 1 января 1868 года произведён за отличие в полковники. 8 апреля 1874 года был пожалован в чин генерал-майора, командирован в Англию и Америку для выбора механических станков новейших систем для кронштадтского порта. 
20 марта 1878 года назначен главными инженер-механиком флота. На крейсере «Минин» плавал от Кронштадта до Киля для наблюдения за работой корабельной машины. В 1879 году на поповке «Вице-адмирал Попов» ходил с Его Высочеством генерал-адмиралом в Чёрном море. В 1880 и 1881 годах был командирован в Англию в г. Глазго для испытания машины на паровой императорской яхте с эллиптическим корпусом «Ливадия» и механизмов для первого полноценного российского броненосца «Пётр Великий». В 1884 году вновь посетил Англию для сбора сведений о механизмах для черноморских броненосцев.
1 января 1885 года произведён в генерал-лейтенанты, с 1 январе 1886 года состоял при управляющем морским министерством, а 6 января 1885 года уволен от службы. С 1887 года на заводе фирмы Р. Нэпира в Шотландии участвовал в составлении рабочих чертежей механизмов для строившихся Балтийским заводом крейсера «Память Азова» и императорской яхты «Полярная звезда».
Скончался Соколов Александр Иванович 26 марта 1889 года в Санкт-Петербурге.

## Награды
Российской империи:
- Орден Святой Анны 3-й степени (1856).
- Орден Святого Станислава 2-й степени (1858).
- Орден Святого Владимира 4-й степени (1865).
- Орден Святой Анны 2-й степени (1870).
- Императорская корона к ордену Святой Анны 2-й степени (1872).
- Орден Святого Владимира 3-й степени (1876).
- Орден Святого Станислава 1-й степени (1865).
- Орден Святой Анны 1-й степени (1878).
- Медали
- Знаки Красного Креста за Русско-турецкую войну 1877-1878 гг.

Иностранные:
- Орден Князя Даниила I 2 степени (1875, Черногория).